# Генетички модификована храна
Генетички модификована храна (ГМ храна) или биотехнолошка храна, је храна која у себи садржи генетички модификоване организме. Њу је могуће производити захваљујући бројним открићима из области биотехнологије, гране науке која доживљава процват на почетку 20. века.

## Утицај на здравље људи
Светска здравствена организација (СЗО) и досадашња научна истраживања недвосмислено наводе да тренутно доступна ГМ храна не доноси већи ризик за погоршање здравља људи у поређењу са конвенционалном исхраном, али да сваки продукт треба да буде проверен пре пуштања на тржиште.
У поређењу са традиционалним укрштањем и оплемењивањем биљака у пољопривреди, што такође представља вештачки начин модификације биолошких организама, биотехнолошко модификовање је знатно прецизније и носи мањи ризик за нежељене исходе. Такође, други прозиводи добијени технологијом рекомбиноване ДНК се рутински користе у медицини у циљу побољшања здравља, као што су инсулин, хормон раста и моноклонална антитела (нпр. инфликсимаб).
Доказани су економски и здравствени бенефити од производње и коришћења ГМ хране, као што је коришћење тзв. златног жита превенција дефицита витамина А и могућег последичног слепила. Узгајање генетички модификованог плави патлиџан у Бангладешу је за више од 60% смањило употребу штетних пестицида.
Истраживања су показала да широм света постоји забринутост или противљење коришћењу ГМ хране, али и да изразити противници не поседују адекватну информисаност о овој теми.